# Asiagomphus personatus
Asiagomphus personatus е вид водно конче от семейство Gomphidae. Видът е почти застрашен от изчезване.

## Разпространение
Разпространен е в Индия (Мегхалая) и Мианмар.